# Зверинецкая (станция метро)
«Зверине́цкая» (укр. Звіринецька), до 18 мая 2023 года — «Дру́жбы наро́дов» (укр. Дружби народів) — 32-я станция Киевского метрополитена. Расположена на Сырецко-Печерской линии между станциями «Печерская» и «Выдубичи». Станция открыта 30 декабря 1991 года. Станция имеет выходы на бульвар Николая Михновского и бульвар Леси Украинки. Пассажиропоток — 24,7 тыс. чел./сутки.
«Дружбы народов» стала одной из 5 станций Киевского метрополитена, которые в 2022 году были предложены к переименованию, наряду с «Берестейской», «Героев Днепра», «Минской» и «Площадью Льва Толстого». 18 мая 2023 года на пленарном заседании Киевской городской рады депутаты проголосовали за переименование станции в «Зверинецкую».

## Конструкция
Станция глубокого заложения пилонного типа — три независимых подземных зала: крупный центральный и два зала с посадочными платформами. Залы станции соединены между собой рядами проходов-порталов, которые чередуются с пилонами. Станция имеет один выход. Средний зал эскалаторным тоннелем с трёхленточным одномаршевым эскалатором соединён с подземным вестибюлем, который выходит в подземный переход под бульваром Николая Михновского. Наземный вестибюль отсутствует.

## Описание
Пилоны станции имеют уменьшенную толщину и облицованы декоративным кирпичом различной толщины — традиционным материалом, используемым при сооружении жилых и общественных зданий местности, где расположена станция.
Пилоны переходят в сплошной карниз, который является нижней границей свода центрального зала, в облицовке которого использованы пластиковые зонты. Зрительная ось станции образована матовой световой линией, который проходит вдоль всего центрального зала и заканчивается в торце зала над композицией в виде фонтана.
Пол станции был выполнен из серого гранита со вставками из мрамора. Через некоторое время, вследствие низкой износостойкости материала, мрамор был заменён керамической плиткой. Своды путевых стен полностью покрыты пластиковыми гидротехническими зонтами с поперечными расшивками. Названия станции размещены в окантованных металлом кирпичных овалах.

## Замена освещения
После пожара на станции «Осокорки» в 2012 году на станции «Дружбы народов» также была демонтирована пожароопасная обшивка световой линии 

## Изображения
- Центральный зал
- Посадочная платформа
- Форма пилонов
- Бывшее название станции на путевой стене
- Эскалаторный тоннель
- Подземный вестибюль

## Режим работы
Открытие — 5:43, закрытие — 0:12
Отправление первого поезда в направлении:
- ст. «Красный хутор» — 5:56
- ст. «Сырец» — 5:53

Отправление последнего поезда в направлении:
- ст. «Красный хутор» — 0:22
- ст. «Сырец» — 0:23